# Бахр-эль-Араб
Бахр-эль-Араб (Киир; араб. بحر العرب‎) — частично пересыхающая река на юго-западе Судана и в Южном Судане.
Берёт начало к северо-востоку от массива Бонго, недалеко от границы с Центральноафриканской Республикой. Входит в речную систему Нила. Река течёт на 800 км с востока на юго-восток и впадает в Эль-Газаль в Южном Судане. Имеет самый большой водосборный бассейн среди рек, впадающих в Бахр-эль-Газаль.
Река не судоходна и летом подвержена разливам.
Воды реки представляют собой этническую границу между арабами-шоа и народами динка. На протяжении долгого времени они враждовали между собой. Арабы-шоа, проживающие к северу от реки, называют её Бахр-эль-Араб, проживающие к югу народы динка называют её Киир.